# 林信義
林信義（1946年12月2日—），生於臺灣臺南市，畢業於成功大學，為資深財經專家。現任中華民國總統府資政、台杉投資管理顧問公司董事長暨行政院經濟發展委員會顧問，曾任中華汽車總經理、台塑越南河靜廠董事長等。2000年民主進步黨執政，無黨籍的林信義以專業經理人身分入公門，歷任經濟部部長、經建會主委、行政院副院長，負責財經政策規劃與執行。卸任公職後出任總統府資政、工研院董事長。
2005年11月，林信義獲時任總統陳水扁任命為亞太經合會（APEC）領袖代表，出使南韓釜山參加亞太經合會高峰會；與中共中央總書記胡錦濤、美國總統小布希、澳洲總理約翰·霍華德等各國領袖良性互動。2007年7月，應吳舜文和嚴凱泰之邀，林信義回鍋中華汽車工業，擔任常務董事一職。
2016年11月，林信義獲時任總統蔡英文聘用再任總統府資政，為臺灣產業發展及總體經濟提供建言。
2024年10月，林信義獲時任總統賴清德任命再任APEC領袖代表。林信義此行與各國領袖互動熱絡，不僅與美國總統拜登多次交談，也與日本首相石破茂用日文寒暄。

## 荣誉

### 中华民国勋章奖章

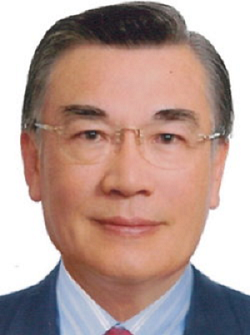
林信義官方照

- 一等景星勋章（2004年5月18日于台北总统府颁授[8]）